# Strickmaschine
Eine Strickmaschine dient dem maschinellen und automatisierten Stricken.
Unterschieden werden Flachstrickmaschinen und Rundstrickmaschinen.

## Flachstrickmaschine

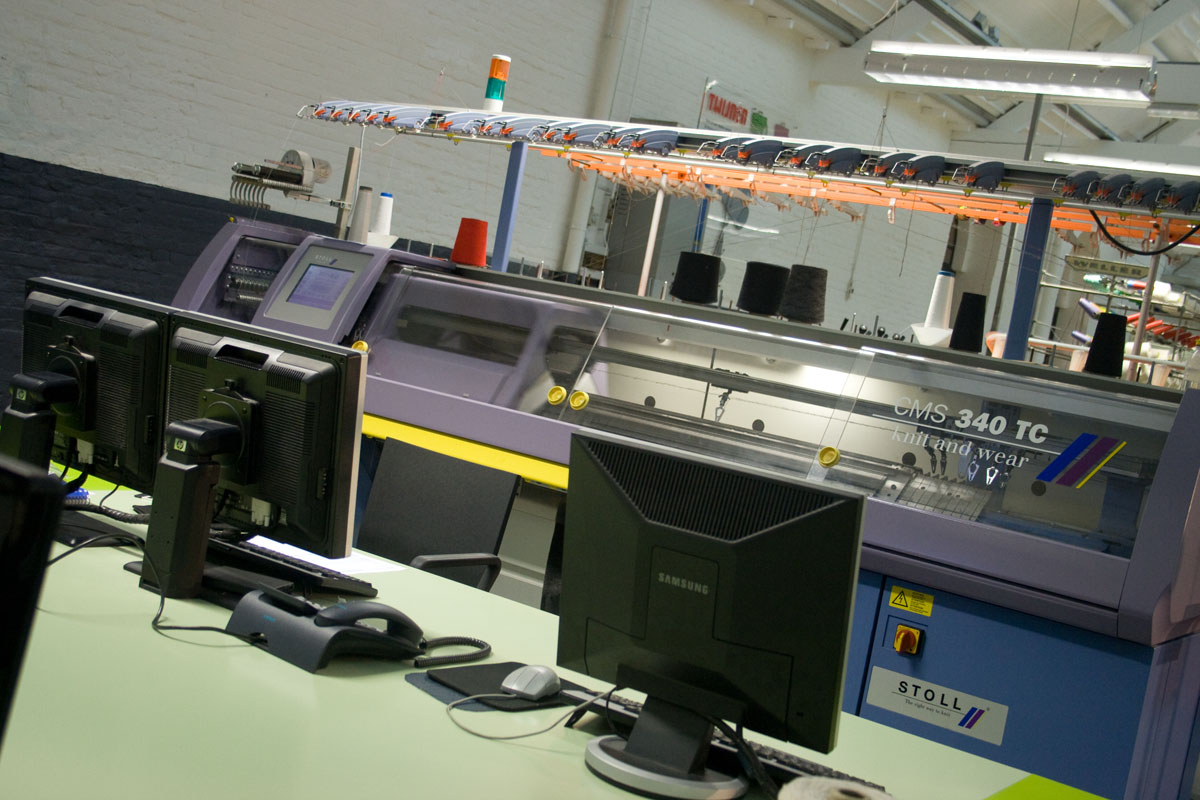
Moderne Flachstrickmaschine

Die erste handbetriebene Flachstrickmaschine wurde 1863 von Isaac William Lamb in Amerika eingesetzt. Dadurch wurde eine schnelle Fertigung von Schlauch- und rechts/rechts-Strickwaren möglich. Durch die große Querelastizität lässt sich rechts/rechts-Ware bis zu 100 % dehnen. 1864 wurde die Maschine von Henry J. Griswold weiterentwickelt und zur Herstellung von Herrensocken und Kinderstrümpfen eingesetzt. Eine weitere Verbesserung ermöglichte das Mindern der Strümpfe sowie die Herstellung gerippter Strukturen und rundgestrickter Strümpfe. 1867 erwarb Henri Edouard Dubied das Patent und begann mit dem Bau von Strickmaschinen. Zeitgleich begann man auch in Deutschland und Frankreich damit (Laue und Timaeus). Mit der Doppelzungennadel von Armand Durand war es ab 1881 möglich, links/links-Ware zu produzieren. Durch die Erfindung des Schlauchschlosses (Verfahren zur Fersenbildung) 1888 durch G. F. Grosser, Chemnitz-Markersdorf (1871–1948), konnten fortan vollständige Strümpfe und Socken auf einer Maschine hergestellt werden.
Mit der Einführung des Elektromotors wurde es auch kleineren Betrieben möglich, rationell arbeitende Maschinen einzusetzen.
Motorflachstrickmaschinen haben Anfang 1880 Bedeutung erlangt. Zunächst waren diese Maschinen halbautomatisch. Arbeitsschritte wie Erweitern oder Mindern mussten von Hand durchgeführt werden. Erst 1910 lösten automatische Längen-Maschinen die handbetriebenen Flachstrickmaschinen ab. Allerdings musste der Strumpffuß zunächst auf Anfußmaschinen erzeugt und dann im Rundstrickverfahren an die vorgefertigten Strumpflängen angestrickt werden. Zum Teil blieb dieses Herstellungsverfahren der „Standard-Strümpfe“, das heißt flachgestrickter Strumpflängen mit separat angestrickten Füßen, noch bis in die 1970er Jahre bestehen.

## Rundstrickmaschine

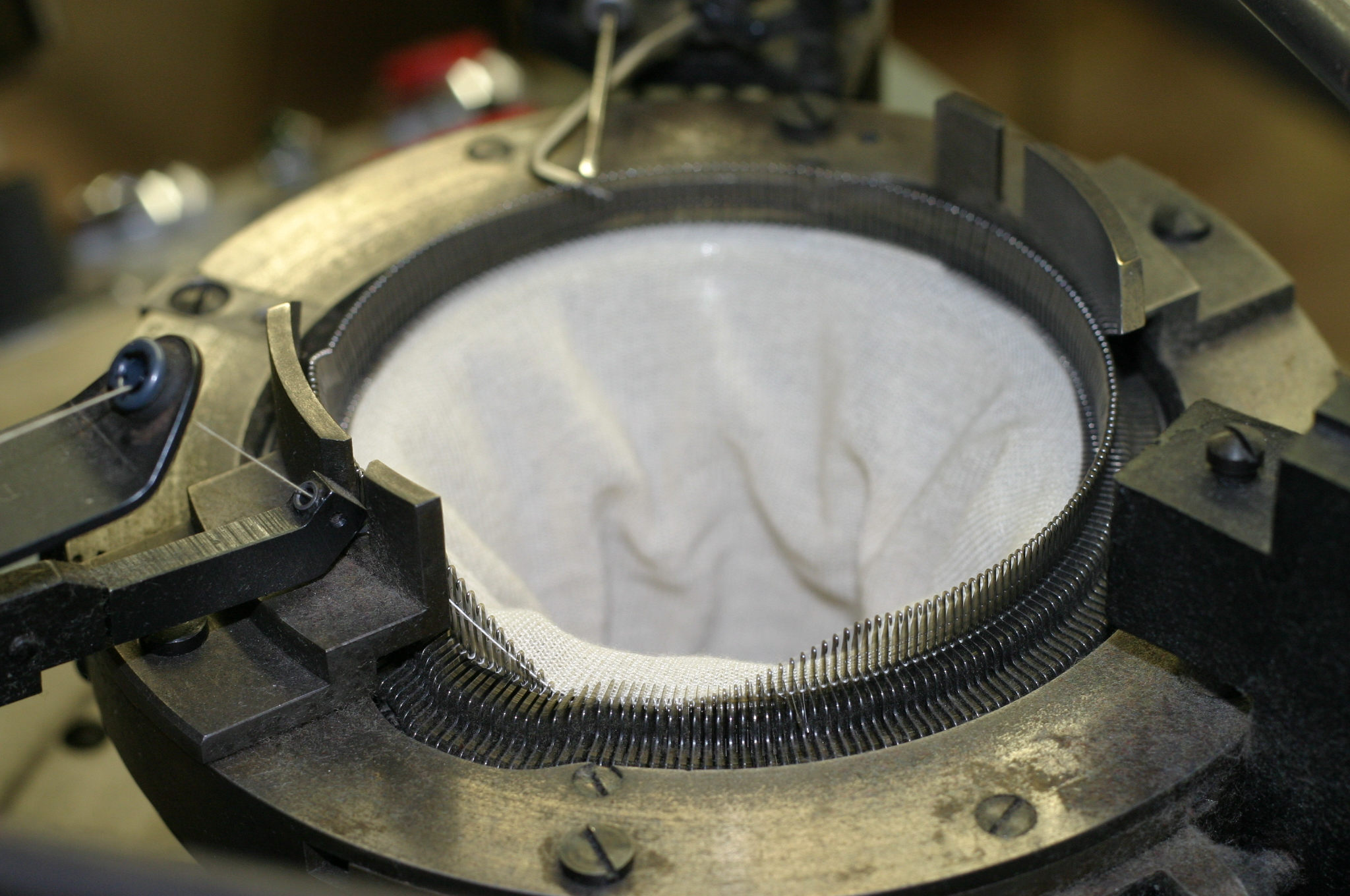
Kleine Rundstrickmaschine

Bei Rundstrickmaschinen sind die maschenbildenden Elemente (Nadeln und Platinen) kreisrund angeordnet. Ein wesentliches Unterscheidungsmerkmal ist die Anzahl der Fonturen (Nadelbetten, Spuren, auf denen sich die Nadeln bewegen), man unterscheidet einfonturige (single jersey) und doppelfonturige (double jersey) Maschinen. Single Jersey ist rechts/links gestrickt, Double Jersey links/links oder rechts/rechts. Daneben spielen aber auch Durchmesser (in der Regel in Zoll angegeben) und Feinheit (in der Regel Nadeln pro Zoll, auch in „E“ angegeben [1E=eine Nadel pro Zoll]) der Maschinen eine wichtige Rolle.

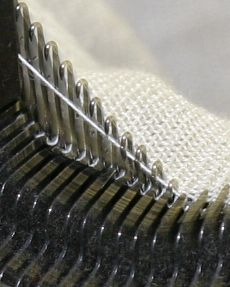
Zungennadeln in verschiedenen Strickpositionen

Beim maschinellen Rundstricken wird ein Strickgarn in die Zungennadeln eingelegt, die Nadel geschlossen und der Faden durch die Masche gezogen, die bereits auf der Nadel war. Jetzt wird die Nadel wieder geöffnet und nach oben gestoßen, ausgetrieben. Die Platinen, die zwischen den Nadeln angeordnet sind, muss man sich als liegende Us vorstellen. Ihre Aufgabe ist es, die fertig gestrickten Maschen horizontal auf gleicher Höhe zu halten. Das Gestrick kommt im Inneren eines Us zu liegen und wird kuliert (Masche auf gewünschte Größe gebracht), bevor es im unteren Teil der Rundstrickmaschine abgezogen und aufgewickelt wird. Die Nadeln wandern beim Stricken senkrecht stehend im Kreis.
Anders als beim Rundstricken von Hand können beim maschinellen Rundstricken mehrere Fäden gleichzeitig verstrickt werden. Der oben beschriebene Vorgang der Maschenbildung wird mit mehreren Fäden auf dem Nadelkreis mehrfach wiederholt, sodass pro Umdrehung der Nadel mehrere Zeilen gebildet werden. Dadurch erreichen heutige Rundstrickmaschinen Leistungen von mehreren 10 kg/h.
Dieses Gestrick wird Schlauchware genannt, da die produzierte Ware die Maschine als langer Schlauch verlässt. T-Shirts und Pullover werden aus Schlauchware gefertigt, deren Produktion durch den Wegfall der Seitennähte günstiger wird. Entsprechend sind aus Schlauchware gefertigte Produkte an der fehlenden Seitennaht erkennbar.

### Fournisseur
Wichtig ist beim maschinellen Stricken eine möglichst konstante Spannung des Garns. Die Funktion des linken kleinen Fingers beim Stricken von Hand muss beim maschinellen Stricken durch eine raffinierte Einrichtung ersetzt werden, genannt Fournisseur (frz. Lieferant, Zulieferer). Die Fournisseure sind kurz vor den Stricksystemen der Strickmaschine angebracht.
Sie werden bei Flachstrickmaschinen, Rundstrickmaschinen, Strumpfautomaten und auch bei Webmaschinen (nur für die Schussfäden) eingesetzt.

### Geschichte, Produktion

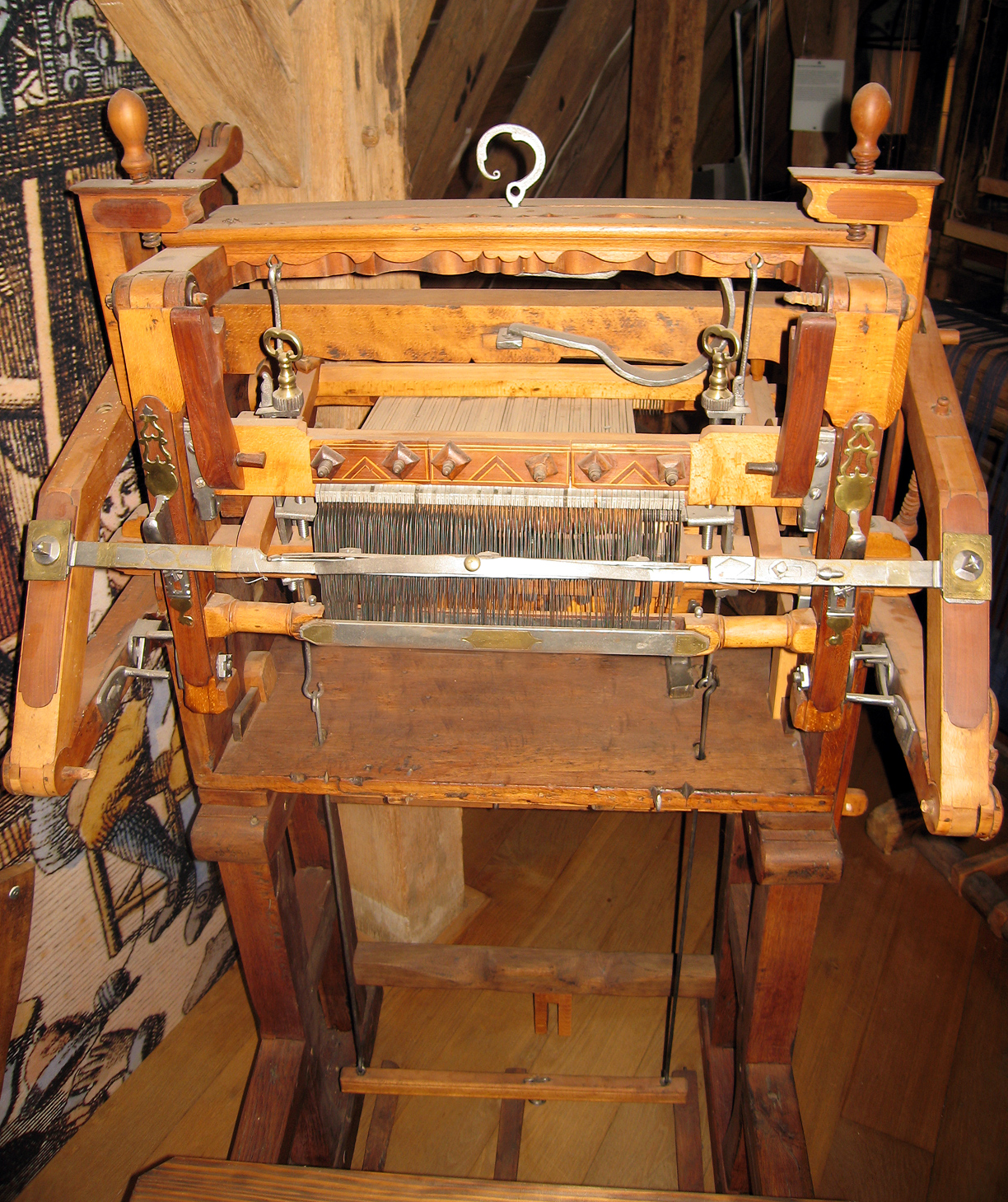
Historische Strumpfstrickmaschine

Traditionell spielten englische Erfinder und Hersteller eine wesentliche Rolle bei der Entwicklung der ersten Rundstrickmaschinen.
Die technische Perfektionierung der Maschinen und die industrielle Reifung wurde im Wesentlichen durch französische und deutsche Ingenieure und Unternehmer geleistet. Führend im Textilmaschinenbau wurde ab 1880 Chemnitz, das sächsische Manchester, da in der Region Westsachsen/ Erzgebirge bedeutende Unternehmer (wie Theodor Esche, Louis und Wilhelm Bahner) und Entwickler (wie G.F. Grosser) eine Symbiose eingingen. So kamen 63 % aller in Deutschland hergestellten Wirk- und Strickwaren 1928 aus Sachsen. Heute beherrschen die deutschen Maschinenhersteller Mayer & Cie und Terrot den Weltmarkt für Rundstrickmaschine. Sie  werden aber zunehmend von Konkurrenten und Nachahmern aus Fernost, speziell Taiwan, Volksrepublik China und z. T. auch Korea kopiert.
Der Markt für die Kernstücke der Rundstrickmaschinen, vor allem die Zungennadeln und entsprechende Platinen, wird von deutschen Firmen dominiert. Es gibt Filme aus der DDR, die zeigen, dass Heinrich Mauersberger der Erfinder von neuen Rundstrickverfahren in der DDR war (siehe auch Malimo).

## Heimstrickmaschine

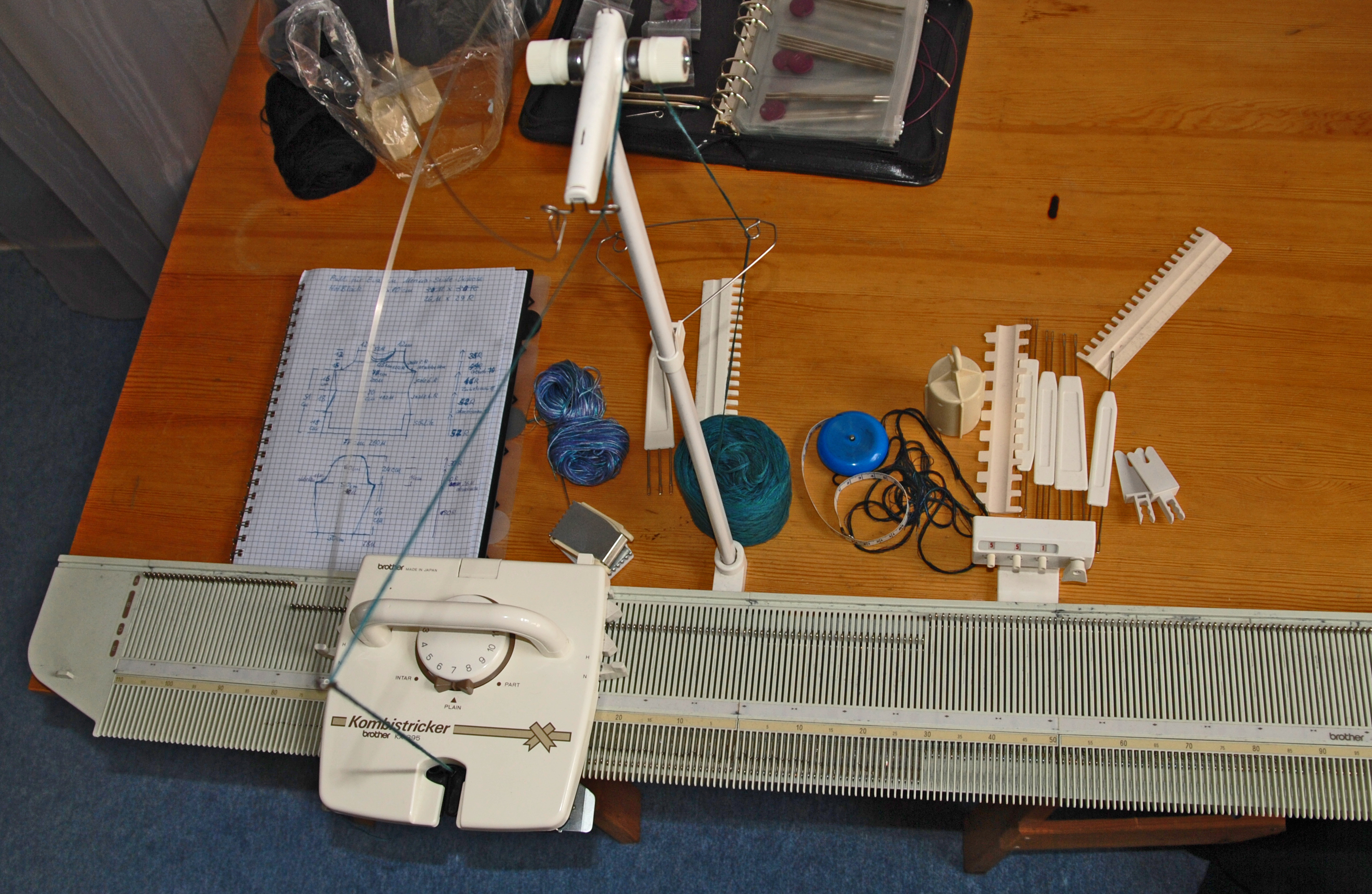
Einfacher Heimstricker

Für Heim- und Hobbystricker gab es seit den 1950er Jahren eine Anzahl kleiner mechanischer Strickmaschinen, seit den 1970er Jahren wurden elektrische, später auch computergesteuerte Heimstrickmaschinen angeboten. Diese bieten gegenüber dem Handstricken den Vorteil, große, einfach gemusterte Teile in kürzerer Zeit fertigen zu können. Für die gewerbliche Nutzung sind Heimstricker dennoch nur bedingt geeignet, da die Handhabung nicht ganz einfach zu erlernen ist, und die übrige Arbeit an einem Strickstück, Anpassen, Zusammennähen, Vernähen der Fäden, anders als bei industrieller Fertigung, weiterhin per Hand gemacht werden muss.
Je nach Dicke der Garne unterscheidet man Grob-, Mittel-, Fein- und Superfeinstricker mit einer Nadelanzahl von 180 bis 240. Zum Musterstricken besitzen einige der Modelle eine mechanische Lochkartensteuerung; neuere Modelle werden elektronisch gesteuert. Ein Einbettstricker erzeugt nur Rechte Maschen bzw. Muster auf Basis Rechter Maschen, mit einem Doppelbett lassen sich auch Linke Maschen oder Rechts-Links-Muster erzeugen. Weiterhin ermöglicht das Doppelbett auch Rundstricken, z. B. für Socken.